# Cá nhàm đỏ
Cá nhàm đỏ (Odontamblyopus rubicundus là một loài thuộc phân họ Cá bống rễ cau (Amblyopinae), họ cá Oxudercidae, sinh sống ở những vùng bùn lầy nằm ở các hệ sinh thái thủy sinh vùng duyên hải, kéo dài từ bờ biển phía Đông Ấn Độ đến Myanmar. Loài cá này có thân hình dài, mảnh, không có vảy, mắt tiêu giảm và có răng lởm chởm ở miệng. Đặc điểm nổi bật của chúng là vây đuôi rất dài.
Loài cá này có tại Vườn quốc gia Xuân Thủy ở miền Bắc Việt Nam, nhưng tên khoa học bị đánh nhầm thành Odontampyopus rubicundus.
Ở Nhật Bản, loài cá này được gọi là warasubo và là một đặc sản được nhiều người yêu thích.